# Pseudohoplitis
Pseudohoplitis är ett släkte av fjärilar. Pseudohoplitis ingår i familjen tandspinnare.
Kladogram enligt Catalogue of Life:
| Pseudohoplitis | \| \| Pseudohoplitis infuscata \| \| \| \| \| \| Pseudohoplitis vernalis \| \| \| \| |
|                | \| \| Pseudohoplitis infuscata \| \| \| \| \| \| Pseudohoplitis vernalis \| \| \| \| |
|                | Pseudohoplitis infuscata                                                             |
|                |                                                                                      |
|                | Pseudohoplitis vernalis                                                              |
|                |                                                                                      |